# Micronesië (eilandengroep)
Micronesië is een eilandengroep met 521.339 inwoners en 5000 eilanden in de Grote of Stille Oceaan, die samen met Polynesië en Melanesië, Oceanië vormen. Micronesië wordt omsloten door de Filipijnen in het westen, Indonesië in het zuidwesten, Papoea-Nieuw-Guinea en Melanesië in het zuiden en Polynesië om het zuidoosten en oosten.

## Etymologie
Het woord Micronesië komt van de oud-Griekse woorden μικρος (mikros, klein) en νησος (nesos, eiland).

## Geschiedenis
Het enige keizerrijk waarvan bekend is dat het in Micronesië is ontstaan lag op Yap.
De term "Micronesië" werd door Jules Dumont d'Urville in 1831 voor het eerst voorgesteld om dit gebied van de rest te onderscheiden. Hiervoor werd de term "Polynesië" voor alle eilanden in de Stille Oceaan gebruikt.
Een groot deel van het gebied kwam al vroeg onder Europese overheersing: Guam, de Noordelijke Marianen en de Carolinen (het latere Micronesia en Palau) werden al vroeg door de Spanjaarden gekoloniseerd maar de volledige Europese overheersing gebeurde pas aan het einde van de 19de eeuw.
- De Verenigde Staten namen de controle over van Guam tijdens de Spaans-Amerikaanse Oorlog van 1898 en koloniseerden Wake
- Duitsland koloniseerde Nauru en de Marshalleilanden en kocht de Noordelijke Marianen en de Carolinen van Spanje;
- Het Britse Rijk koloniseerde de Gilberteilanden (Kiribati).

Na de Eerste Wereldoorlog werden de eilanden die onder Duits beheer vielen van Duitsland afgenomen en toegevoegd aan het Mandaatgebied. 
- Nauru werd onder Australisch mandaat geplaatst
- De overige Duitse eilanden werden onder Japans mandaat geplaatst (het Zuid-Pacifisch Mandaatgebied).

Deze situatie bleef tot na de Tweede Wereldoorlog waarbij Japan groot verlies leed. Hierna gingen de mandaten deel uitmaken van een trust van de Verenigde Naties geregeerd door de Verenigde Staten (Trustschap van de Pacifische Eilanden). 
Heden is het grootste gedeelte van Micronesië (2017) onafhankelijk. Enkel Guam, de Noordelijke Marianen en Wake behoren tot de Verenigde Staten.
De Verenigde Staten hebben verregaande samenwerkingsovereenkomsten met de onafhankelijke landen Micronesia, Marshalleilanden en Palau. Met deze overeenkomsten werd bepaald dat de financiële hulp en defensie door de Verenigde Staten geregeld wordt.

## Eilanden

### Onafhankelijke staten
- Kiribati
- Marshalleilanden
- Micronesië
- Nauru
- Palau

### Afhankelijke gebieden
- Bonin-eilanden (Japan)
- Guam (Verenigde Staten)
- Noordelijke Marianen (Verenigde Staten)
- Wake (Verenigde Staten)

## Talen
De talen van de inheemse bevolking van Micronesië, de Micronesiërs, behoren tot de Austronesische taalfamilie. Alle talen behoren tot de Oostelijke Malayo-Polynesische talen met uitzondering van vier talen die tot de Westelijke Malayo-Polynesische talen behoren. De vier uitzonderingen zijn:
- Chamorro in de Marianen
- Tanapag in de Marianen
- Yapees in de Federale Staten van Micronesië
- Palaus in Palau.

Tot de Westelijke Malayo-Polynesische talen behoren de meeste talen die gesproken worden in de Filipijnen, Maleisië en Indonesië.
Aan de oostelijke rand van de Federale Staten van Micronesië vormen de talen Nukuoro en Kapingamarangi een uiterst westelijke uitbreiding van de Oostelijke Malayo-Polynesische talen.